# Pike (llenguatge de programació)
Pike és un llenguatge interpretat. Desenvolupat paral·lelament amb el servidor web Roxen, que és implementat del tot amb aquest llenguatge. Això en permet la fàcil integració a l'entorn web.